# Mecyna mustelinalis
Mecyna mustelinalis is een vlinder uit de familie van de grasmotten (Crambidae), uit de onderfamilie van de Spilomelinae. De wetenschappelijke naam van deze soort is voor het eerst voorgesteld als Botys mustelinalis door Alpheus Spring Packard in een publicatie uit 1873.
De soort komt voor in Canada en het westen van de Verenigde Staten.